# 偏磷酸镍
偏磷酸镍是一种无机化合物，化学式为Ni(PO3)2，它是单斜晶系晶体，空间群C2/c（No.15），以二聚体Ni2P4O12的形式存在，其中偏磷酸根离子为-O-P-O-相连的环状四聚体。它可由磷酸二氢镍（Ni(H2PO4)2·2H2O）的热分解得到。它在600 °C可以被氢气还原为Ni2P和P。它可用作锂离子电池的电极材料。